# Amt Eilhausen
Das Amt Eilhausen war eine Verwaltungseinheit der Grafschaft bzw. ab 1712 des Fürstentums Waldeck. Es wurde 1538 erstmals urkundlich erwähnt und umfasste die Orte Eilhausen, Helmighausen, Hesperinghausen, Kohlgrund und Neudorf. Es bestand bis zur Verwaltungsreform von 1814. Als dortiger Amtmann ist in den Jahren 1540 und 1542 Johann Milchling von Schönstadt urkundlich belegt.
1814 wurden die bisherigen neun Ämter des Fürstentums zu drei Oberämtern zusammengelegt und dann 1816 in fünf Justizoberämter gegliedert: die Ämter Rhoden und Eilhausen wurden zum Oberjustizamt der Diemel vereinigt, mit Sitz in Rhoden; die Ämter Arolsen, Wetterburg und Landau wurden im Oberjustizamt der Twiste zusammengefasst, mit Sitz in Arolsen; das Amt Waldeck ging im Oberjustizamt der Werbe auf, mit Sitz in Sachsenhausen; und das Amt Wildungen wurde zum Oberjustizamt der Eder, mit Sitz in Alt-Wildungen. Das Amt Lichtenfels (mit Sitz in Sachsenberg) blieb bis 1848 selbständig, ging aber dann im Oberjustizamt des Eisenbergs auf.